# Catacomba di Balbina
La catacomba di Balbina è una catacomba di Roma, posta tra la via Appia antica e la via Ardeatina, nel moderno quartiere Ardeatino. 

## Descrizione
Costituisce una delle aree funerarie di quello che gli archeologi chiamato il complesso callistiano, compreso tra la via Appia antica, la via Ardeatina ed il vicolo delle Sette Chiese, in cui sono annoverate le catacombe di San Callisto (con tutte le sue diverse aree funerarie), dei Santi Marco e Marcelliano e la catacomba di Balbina.
La catacomba è citata in alcune fonti antiche:
- la Depositio episcoporum, che ricorda la sepoltura di San Marco (gennaio-ottobre 336) nel sopraterra in Balbinae;
- l’Index coemeteriorum vetus, che parla di un cymiterium Balbinae ad sanctum Marcum;
- e due iscrizioni epigrafe, in particolare quella di un tale Sabino, che fece preparare il proprio sepolcro in una nuova galleria del cimitero di Balbina (in cymiteriu Balbinae in cripta noba).

Queste indicazioni ci informano dunque del doppio nome del cimitero: il primo in riferimento alla proprietaria del terreno (Balbina) in cui fu scavata la catacomba; il secondo il riferimento al santo principale ivi sepolto, papa Marco. Inoltre, del papa è ricordata la basilica edificata nel sopraterra. Malgrado queste fonti, l'identificazione della catacomba di Balbina è ancora incerta.
Il 3 settembre 1991 fu fatta una scoperta eccezionale e del tutto casuale. In un campo coltivato a erba medica, il salesiano Tarcisio Gazzola identificò delle tracce che delineavano in modo netto la pianta di una basilica circiforme (tipica dell'epoca costantiniana) di 66 metri di lunghezza e 27 di larghezza, presto identificata con la basilica marciana di cui parlano le fonti sopra citate. Gli scavi e le indagini archeologiche di quest'area e del suo corrispondente sottoterra permetteranno di far luce e di chiarire meglio la topografia della catacomba di Balbina.